# Nikolai Michailowitsch Jasykow

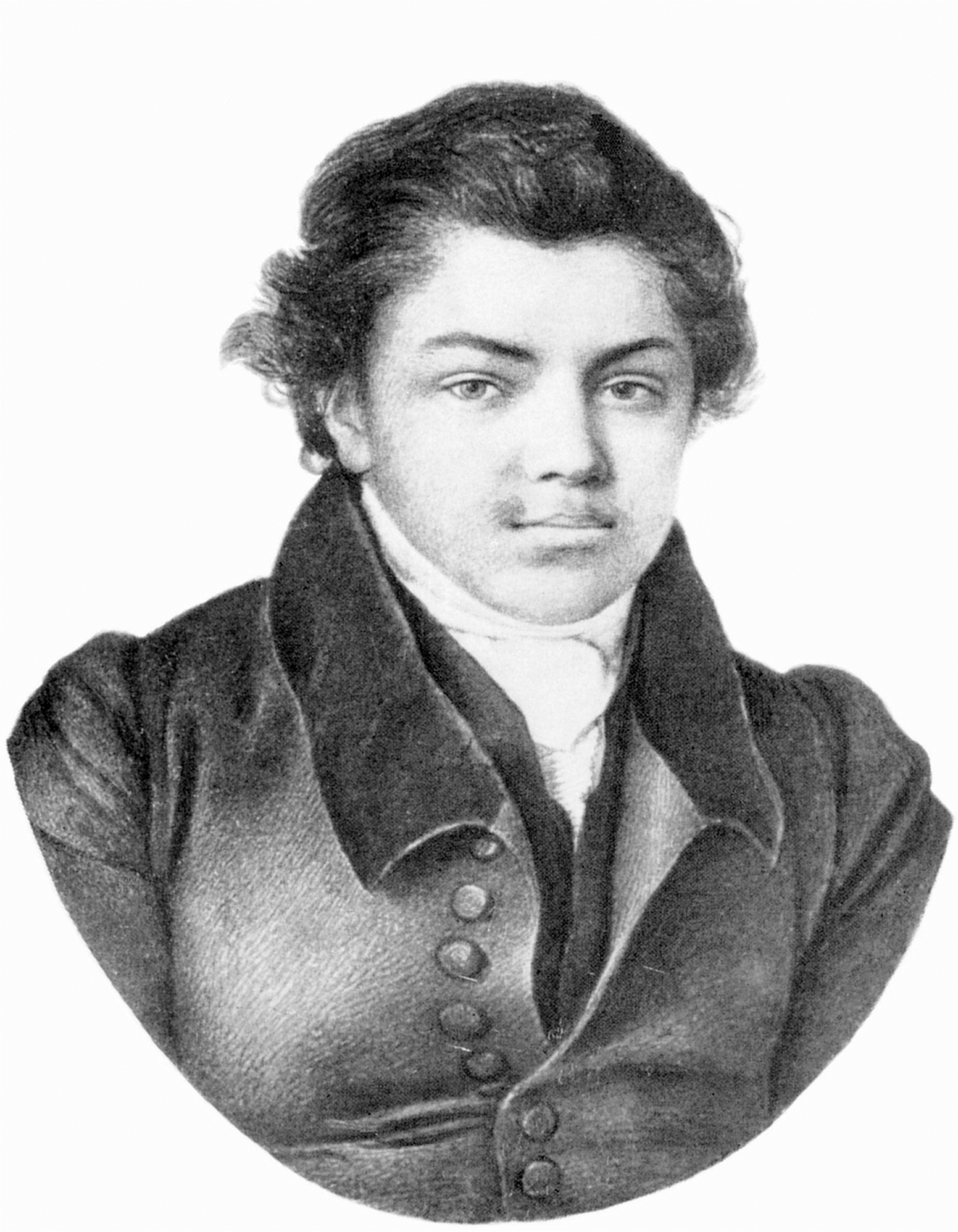
Nikolai Jasykow (1822)

Nikolai Michailowitsch Jasykow (russisch Николай Михайлович Языков; * 4. Märzjul. / 16. März 1803greg. in Simbirsk; † 26. Dezember 1846jul. / 7. Januar 1847greg. in Moskau) war ein russischer Dichter.

## Leben
Jasykow kam 1815 in das Berginstitut in Sankt Petersburg und trat dann ins Ingenieurkorps ein, aus dem er jedoch aus Neigung zu literarischer Beschäftigung schon nach einem Jahr wieder ausschied. Er war Mitglied des russischen Baltencorps Ruthenia Dorpat.
Er lebte hierauf in Dorpat, studierte von 1823 bis 1827 an der Kaiserlichen Universität Dorpat und lebte seit 1829 in Moskau, wo er 1831–1833 in der Vermessungskanzlei beschäftigt ward. Um seine wankende Gesundheit herzustellen, hielt er sich längere Zeit in seiner Vaterstadt, dann in Italien und in der Schweiz auf.
Nach Moskau 1843 zurückgekehrt, starb er am 26. Dezember 1846 daselbst. Nachdem er anfangs ein Sänger des Weins und der Liebe gewesen war (daher sein Beiname „russischer Anakreon“), schlug er später unter dem Einfluss einer unheilbaren schmerzlichen Krankheit eine ernstere Richtung ein und wandte sich religiösen Stoffen zu.
Seine von Puschkin hochgeschätzten Poesien zeichnen sich durch meisterhafte Versifikation und Herrschaft über die Sprache sowie durch Innigkeit und stimmungsvollen Aufschwung aus. Die erste Sammlung derselben erschien in Petersburg 1833, die letzte (Stichotworénija N. M. Jasýkowa, mit biographischen Notizen) in Moskau 1858 (2 Bde.).